# Dick Tracy (película)
Dick Tracy es una película de crimen, comedia y acción estadounidense de 1990 basada en el personaje de tira cómica de 1930 del mismo nombre creado por Chester Gould. Warren Beatty produjo, dirigió y protagonizó la película, cuyo reparto también incluye a Al Pacino, Madonna, Glenne Headly y Charlie Korsmo. Dick Tracy narra las relaciones románticas del detective con Breathless Mahoney y Tess Trueheart, así como sus conflictos con el jefe del crimen organizado Alphonse «Big Boy» Caprice y sus secuaces. Tracy también comienza a acoger a un joven pilluelo de la calle llamado Kid.
El desarrollo de la película comenzó a principios de la década de 1980 cuando se anunció que Tom Mankiewicz iba a escribir el guion. En cambio, el guion fue escrito por Jim Cash y Jack Epps Jr., ambos conocidos por Top Gun. El proyecto también pasó por los directores Steven Spielberg, John Landis, Walter Hill y Richard Benjamin antes de la llegada de Beatty. Fue filmado principalmente en Universal Studios. Danny Elfman fue contratado para componer la banda sonora y la música de la película se editó en tres álbumes de bandas sonoras independientes.
Dick Tracy se estrenó en el Walt Disney World Resort en Lake Buena Vista, Florida, el 14 de junio de 1990. Fue estrenada en todo el país un día después y aunque las críticas fueron dispares, fue un éxito de taquilla y en la temporada de galardones. Obtuvo siete nominaciones al Oscar, ganando en tres de las categorías: mejor canción original, mejor maquillaje y mejor diseño de producción. También es notable por su estilo visual.

## Trama
En 1938, en un juego de cartas ilegal, un joven niño de la calle es testigo de la masacre de un grupo de mafiosos a manos de Flattop e Itchy, dos de los capitanes de la nómina de Alphonse «Big Boy» Caprice. La organización criminal de Big Boy se está apoderando agresivamente de las pequeñas empresas de la ciudad. El detective Dick Tracy atrapa al pilluelo (que se hace llamar «Kid») en un acto de hurto. Después de rescatarlo de un anfitrión despiadado, Tracy lo adopta temporalmente con la ayuda de su novia, Tess Trueheart.
Mientras tanto, Big Boy coacciona al propietario del club, Lips Manlis, para que firme la escritura del Club Ritz. Luego mata a Lips y le roba a su novia, la seductora y sensual cantante Breathless Mahoney. Después de que se reporta la desaparición de Lips, Tracy interroga a sus tres matones a sueldo Flattop, Itchy y Mumbles, y luego va al club para arrestar a Big Boy por el asesinato de Lips. Breathless es el único testigo. En lugar de dar testimonio, intenta sin éxito seducir a Tracy. Big Boy no puede ser procesado y sale de la cárcel. El siguiente paso de Big Boy es tratar de unir a otros criminales, incluidos Spud Spaldoni, Pruneface, Influence, Texie Garcia, Ribs Mocca y Numbers, bajo su liderazgo. Spaldoni se niega y es asesinado en un coche bomba, dejando a Dick Tracy, que descubrió la reunión e intentaba espiarla, preguntándose qué está pasando. Al día siguiente, Big Boy y sus secuaces secuestran a Tracy e intentan sobornarlo; Tracy los rechaza, lo que provoca que los criminales intenten matarlo. Sin embargo, Tracy es salvado por Kid, a quien luego la policía le otorga un certificado de detective honorario, que será temporal hasta que decida un nombre legítimo para él.
Breathless aparece en el apartamento de Tracy, una vez más en un intento de seducirlo. Tracy le permite besarlo. Tess es testigo de esta escena y finalmente abandona la ciudad. Tracy lidera una redada aparentemente infructuosa en el Club Ritz, pero en realidad es una distracción para que el oficial «Bug» Bailey pueda ingresar al edificio para operar un dispositivo de escucha instalado en secreto para que la policía pueda acceder a las actividades criminales de Big Boy. Las redadas casi aniquilan el imperio criminal de Big Boy. Sin embargo, Big Boy descubre a Bug y lo captura y lo utiliza para una trampa planeada por Influence y Pruneface para matar a Tracy en el almacén. En el tiroteo resultante, un extraño sin rostro llamado «The Blank» sale de las sombras para salvar a Tracy después de que es acorralado y mata a Pruneface. Influence se escapa cuando Tracy rescata a Bug, y Big Boy se enfurece al escuchar que The Blank frustró el golpe. Tracy nuevamente intenta conseguir el testimonio de Breathless que necesita para capturar a Big Boy. Ella acepta testificar solo si Tracy acepta ceder a sus avances. Tess finalmente cambia de opinión, pero antes de que pueda decírselo a Tracy, es secuestrada por The Blank, con la ayuda del pianista del club de Big Boy, 88 Keys. Tracy es drogado y dejado inconsciente por The Blank, luego incriminado por asesinar al corrupto fiscal de distrito John Fletcher, tras lo cual es detenido por la policía. The Kid, mientras tanto, adopta el nombre de «Dick Tracy, Jr.»
El negocio de Big Boy prospera hasta que The Blank lo incrimina por el secuestro de Tess. Liberado por sus colegas en la víspera de Año Nuevo, Tracy interroga a Mumbles y llega a un tiroteo fuera del Club Ritz donde los hombres de Big Boy son asesinados o capturados por Tracy y la policía. Abandonando a sus hombres, Big Boy huye a un puente levadizo y ata a Tess a sus engranajes antes de que Tracy se enfrente a él. Su pelea se detiene cuando aparece The Blank y mantiene a ambos hombres a punta de pistola, ofreciéndose a compartir la ciudad con Tracy después de que Big Boy muera. Cuando llega Junior, Big Boy se aprovecha de la distracción y abre fuego antes de que Tracy lo lance a los engranajes del puente, mientras que Junior rescata a Tess. Gravemente herido, The Blank se desenmascara para revelar que es Breathless Mahoney, quien besa a Tracy antes de morir. Se retiran todos los cargos contra Tracy.
Más tarde, Tracy le propone matrimonio a Tess, pero es interrumpido por el informe de un robo en curso. La deja con el anillo antes de que él y Dick Tracy, Jr., se dirijan al lugar de los hechos, a lo que Junior comenta: «Sabes, Tracy, me gusta un poco esa dama».

## Reparto
Protagonistas
- Warren Beatty como Dick Tracy: un detective de policía rápido, contundente e inteligente que luce un abrigo amarillo y un sombrero de fieltro. Está fuertemente comprometido con acabar con el control que el crimen organizado tiene sobre la ciudad. Además, Tracy está camino a convertirse en jefe de policía, lo que desdeña como un «trabajo de oficina».
- Al Pacino como Alphonse «Big Boy» Caprice: el principal jefe criminal de la ciudad. Aunque está involucrado en numerosas actividades delictivas, estas no han sido probadas, ya que Tracy nunca ha podido atraparlo en el acto o encontrar un testigo dispuesto a testificar.
- Madonna como Breathless «The Blank» Mahoney: una animadora del Club Ritz que quiere robarle a Tracy a su novia. También es la única testigo de varios de los crímenes de Caprice.
- Glenne Headly como Tess Trueheart: la novia de Dick Tracy. Siente que Tracy se preocupa más por su trabajo que por ella.
- Charlie Korsmo como The Kid: un huérfano de la calle escuálido que sobrevive comiendo de los botes de basura y es un protegido de Steve the Tramp. Llega a la vida de Tracy y Trueheart y se convierte en un aliado y protegido de Tracy, adoptando el nombre de «Dick Tracy, Jr.»

Cumplimiento de la ley
- James Keane como Pat Patton: el socio y segundo al mando de Tracy.
- Seymour Cassel como Sam Catchem: el asociado de Tracy y el tercero al mando.
- Michael J. Pollard como Bug Bailey: un experto en vigilancia.
- Charles Durning como Jefe Brandon: el jefe de policía que apoya los planes de Tracy.
- Dick Van Dyke como el fiscal de distrito John Fletcher: un fiscal de distrito corrupto que se niega a procesar a Caprice.
- Frank Campanella como juez Harper
- Kathy Bates como taquígrafa

La mafia
- Dustin Hoffman como Mumbles: el secuaz de Caprice.
- William Forsythe como Flattop: el mejor asesino a sueldo de Caprice. Su característica más distintiva es su cráneo cuadrado y plano y su corte de pelo.
- Ed O'Ross como Itchy: el otro asesino a sueldo de Caprice. Suele estar emparejado con Flattop.
- James Tolkan como Numbers: contador de Caprice.
- Mandy Patinkin como 88 Keys: una pianista del Club Ritz que se convierte en la secuaz de The Blank.
- R. G. Armstrong como Pruneface: un jefe criminal deforme que se convierte en uno de los secuaces de Caprice.
- Henry Silva como Influence: el siniestro pistolero de Pruneface.
- Paul Sorvino como Lips Manlis: el propietario original del Club Ritz y mentor de Caprice.
- Chuck Hicks como The Brow: un criminal con una frente grande y arrugada.
- Neil Summers como Roedor: un criminal con una nariz puntiaguda, ojos pequeños y dientes cerrados.
- Stig Eldred como Shoulders: un criminal con hombros anchos.
- Lawrence Steven Meyers como Little Face: un criminal con una cabeza grande y una cara pequeña.
- James Caan como Spud Spaldoni: un jefe del crimen que se niega a someterse a Caprice.
- Catherine O'Hara como Texie Garcia: una delincuente que colabora con Caprice.
- Robert Beecher como Ribs Mocca: un criminal que colabora con Caprice.

Otros
- Lew Horn como Lefty Moriarty
- Mike Hagerty como portero
- Arthur Malet como anfitrión del diner
- Bert Remsen como Bartender
- Jack Kehoe como cliente en Raid
- Michael Donovan O'Donnell como McGillicuddy
- Tom Signorelli como Mike: propietario del restaurante que frecuenta Tracy
- Jim Wilkey como Stooge
- Mary Woronov como persona de welfare
- Estelle Parsons como la madre de Tess Trueheart
- Hamilton Camp como el dueño de una tienda
- Bing Russell como anfitrión del Club Ritz
- Robert Costanzo como guardaespaldas de Lips Manlis
- Marshall Bell como matón de Big Boy Caprice
- Colm Meaney como oficial de policía
- Mike Mazurki como anciano del hotel
- Ian Wolfe como Munger

## Premios
A continuación una lista con los distintos premios y nominaciones que obtuvo Dick Tracy:

### Premios Óscar
| Año  | Categoría                  | Trabajo                                                                    | Resultado | Ref.  |
| ---- | -------------------------- | -------------------------------------------------------------------------- | --------- | ----- |
| 1990 | Mejor diseño de producción | Richard Sylbert Rick Simpson                                               | Ganadores | [ 2 ] |
| 1990 | Mejor maquillaje           | John Caglione, Jr. Doug Drexler                                            | Ganadores | [ 2 ] |
| 1990 | Mejor canción original     | «Sooner or Later (I Always Get My Man)» (Letra y música: Stephen Sondheim) | Ganadora  | [ 2 ] |
| 1990 | Mejor actor de reparto     | Al Pacino                                                                  | Nominado  | [ 2 ] |
| 1990 | Mejor fotografía           | Vittorio Storaro                                                           | Nominado  | [ 2 ] |
| 1990 | Mejor diseño de vestuario  | Milena Canonero                                                            | Nominada  | [ 2 ] |
| 1990 | Mejor sonido               | Thomas Causey Chris Jenkins David E. Campbell Doug Hemphill                | Nominado  | [ 2 ] |

### Globo de Oro
| Año  | Categoría                          | Trabajo                                                 | Resultado | Ref.  |
| ---- | ---------------------------------- | ------------------------------------------------------- | --------- | ----- |
| 1990 | Mejor película - comedia o musical | Dick Tracy                                              | Nominada  | [ 3 ] |
| 1990 | Mejor actor de reparto             | Al Pacino                                               | Nominado  | [ 3 ] |
| 1990 | Mejor canción original             | «Sooner or Later» (Letra y música: Stephen Sondheim)    | Nominada  | [ 3 ] |
| 1990 | Mejor canción original             | «What Can You Lose?» (Letra y música: Stephen Sondheim) | Nominada  | [ 3 ] |

### Premios BAFTA
| Año  | Categoría                     | Trabajo                                                     | Resultado | Ref.  |
| ---- | ----------------------------- | ----------------------------------------------------------- | --------- | ----- |
| 1990 | Mejor diseño de producción    | Richard Sylbert                                             | Ganadores | [ 4 ] |
| 1990 | Mejor maquillaje y peluquería | John Caglione, Jr. Doug Drexler                             | Ganadores | [ 4 ] |
| 1990 | Mejor actor de reparto        | Al Pacino                                                   | Nominado  | [ 4 ] |
| 1990 | Mejor montaje                 | Richard Marks                                               | Nominado  | [ 4 ] |
| 1990 | Mejor diseño de vestuario     | Milena Canonero                                             | Nominado  | [ 4 ] |
| 1990 | Mejor sonido                  | Thomas Causey Chris Jenkins David E. Campbell Doug Hemphill | Nominado  | [ 4 ] |
| 1990 | Mejores efectos visuales      | Dick Tracy                                                  | Nominado  | [ 4 ] |

### Premios Saturn
| Año  | Categoría                               | Trabajo                         | Resultado | Ref.  |
| ---- | --------------------------------------- | ------------------------------- | --------- | ----- |
| 1990 | Mejor maquillaje                        | John Caglione, Jr. Doug Drexler | Ganadores | [ 5 ] |
| 1990 | Mejor película de fantasía              | Dick Tracy                      | Nominado  | [ 5 ] |
| 1990 | Mejor actor                             | Warren Beatty                   | Nominado  | [ 5 ] |
| 1990 | Mejor actriz                            | Madonna                         | Nominada  | [ 5 ] |
| 1990 | Mejor actor de reparto                  | Al Pacino                       | Nominado  | [ 5 ] |
| 1990 | Mejor interpretación por un actor joven | Charlie Korsmo                  | Nominado  | [ 5 ] |
| 1990 | Mejor vestuario                         | Milena Canonero                 | Nominado  | [ 5 ] |